# Gullegem Koerse

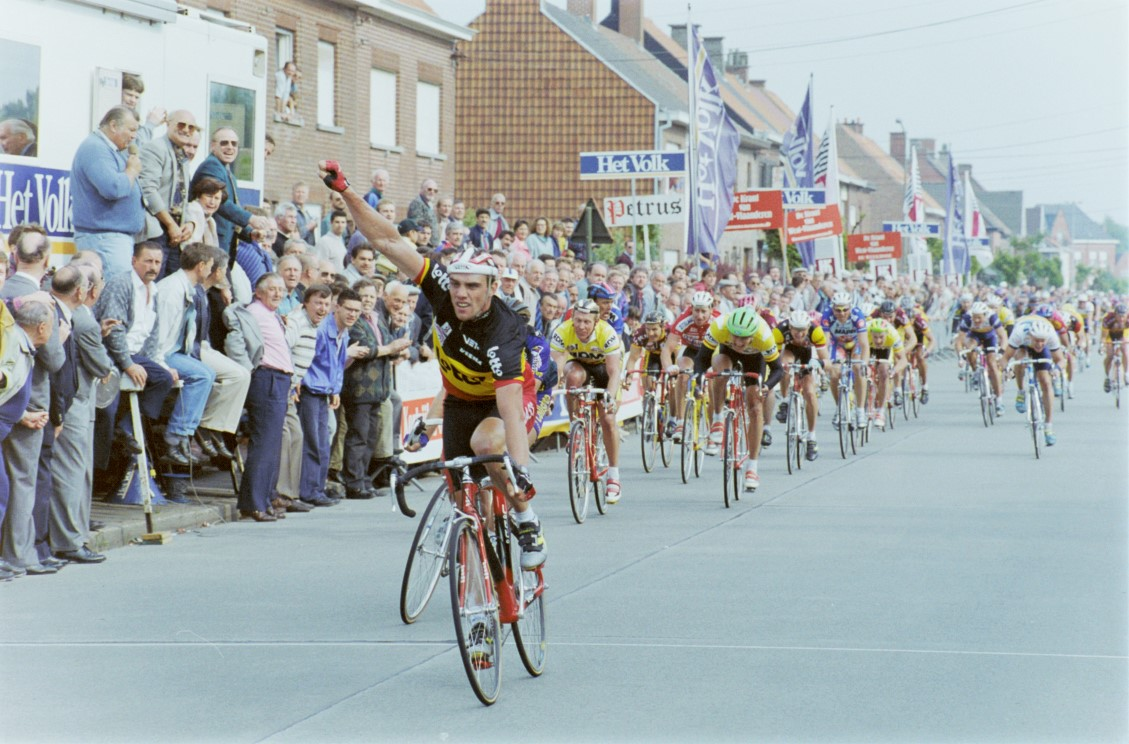
Wilfried Nelissen bei seinem Sieg 1995

Gullegem Koerse ist ein Eintagesrennen im Straßenradsport, welches erstmals 1949 in der westflämischen Stadt Gullegem, heute eine Teilgemeinde von Wevelgem, organisiert wurde und seitdem jährlich ausgetragen wird. Veranstalter ist der K.S.C Gullegem Sport vzw. Nachdem die Veranstaltung 2020 wegen der COVID-19-Pandemie nicht ausgetragen wurde, fand die Austragung 2021 nicht wie normalerweise im Mai, sondern am 7. September 2021 statt.

## Palmarès
| Jahr                                                                    | Sieger                 | Zweiter                  | Dritter                  |
| ----------------------------------------------------------------------- | ---------------------- | ------------------------ | ------------------------ |
| 1942                                                                    | Marcel Kint            | Albert Decin             | Karel Kaers              |
| 1943–1944 keine Austragung                                              |                        |                          |                          |
| 1945                                                                    | Albert Decin           | Albéric Schotte          | Roger Cnockaert          |
| 1946                                                                    | Ernest Sterckx         | Albéric Schotte          | Sylvain Grysolle         |
| 1947                                                                    | Roger Cnockaert        | Emmanuel Thoma           | Louis Brusselmans        |
| 1948                                                                    | Emmanuel Thoma         | Henri Bauwens            | Stan Ockers              |
| 1949                                                                    | André Declerck         | Marcel Kint              | André Maelbrancke        |
| 1950                                                                    | Valère Ollivier        | Albéric Schotte          | Albert Ramon             |
| 1951                                                                    | Karel Leysen           | Emmanuel Thoma           | Maurice Mollin           |
| 1952                                                                    | César Marcelak         | Maurice Joye             | Emmanuel Thoma           |
| 1953                                                                    | René Daelman           | Henri Denys              | Germain Derycke          |
| 1954                                                                    | Omer Braeckeveldt      | Lucien Victor            | André Noyelle            |
| 1955                                                                    | Willy Truye            | Gilbert Desmet           | René Mertens             |
| 1956                                                                    | Karel Clerckx          | Roger Devoldere          | Julien Schepens          |
| 1957                                                                    | Cyriel Van Bossel      | Noël Foré                | Maurice Meuleman         |
| 1958                                                                    | Gustaf Van Vaerenbergh | Gilbert Desmet           | Marcel Ongenae           |
| 1959                                                                    | Jozef Van Bael         | Willy Vannitsen          | Petrus Oellibrandt       |
| 1960                                                                    | Willy Truye            | Noël Foré                | Jef Planckaert           |
| 1961                                                                    | Jef Planckaert         | Romain Van Wynsberghe    | Daniel Doom              |
| 1962                                                                    | Marcel Ongenae         | André Messelis           | Frans Melckenbeeck       |
| 1963                                                                    | Marcel Seynaeve        | Jos Hoevenaers           | Louis Proost             |
| 1964                                                                    | André Messelis         | Emile Daems              | Etienne Vercauteren      |
| 1965                                                                    | Lionel Van Damme       | Georges Vandenberghe     | Bernard Van De Kerckhove |
| 1966                                                                    | Georges Delvael        | Leon Gevaert             | Georges Vandenberghe     |
| 1967                                                                    | Georges Van Coningsloo | Walter Godefroot         | Roger Kindt              |
| 1968                                                                    | Eric Leman             | Bernard Van De Kerckhove | Walter Boucquet          |
| 1969                                                                    | Noël Van Tyghem        | Ludo Vandromme           | André Hendrickx          |
| 1970                                                                    | André Dierickx         | Julien Gaelens           | Rudy Serruys             |
| 1971                                                                    | Eric Leman             | Noël Van Tyghem          | Fernand Van Rymenant     |
| 1972                                                                    | Eddy Peelman           | Willy Van Neste          | Richard Bukacki          |
| 1973                                                                    | Frans Van Looy         | Fernand Van Rymenant     | Gerard Vianen            |
| 1974                                                                    | Ronny De Witte         | Urbain De Brauwer        | José Vanackere           |
| 1975                                                                    | Richard Bukacki        | Lucien De Brauwere       | Luc Leman                |
| 1976                                                                    | Daniel Verplancke      | Carlos Cuyle             | Eddy Cael                |
| 1977                                                                    | Patrick Lefevere       | Marc Meernhout           | Serge Vandaele           |
| 1978                                                                    | Gustaaf Van Roosbroeck | Herman Van Springel      | Walter Dalgal            |
| 1979                                                                    | Carlos Cuyle           | Marc Demeyer             | Herman Van Springel      |
| 1980                                                                    | Dirk Baert             | Dirk Heirweg             | Ronny Vanmarcke          |
| 1981                                                                    | Marc Renier            | André Boonen             | Michel Demeyre           |
| 1982                                                                    | Alain Desaever         | Ludo Schurgers           | Eddy Van Hoof            |
| 1983                                                                    | Eddy Vanhaerens        | Bert Oosterbosch         | Adri van Houwelingen     |
| 1984                                                                    | Willy Teirlinck        | Gery Verlinden           | Luc De Smet              |
| 1985                                                                    | José Vanackere         | Alfons De Wolf           | Luc Govaerts             |
| 1986                                                                    | Dirk Heirweg           | Jean-Luc Vandenbroucke   | Frank Verleyen           |
| 1987                                                                    | Marnix Lameire         | Hendrik Redant           | Rudy Pevenage            |
| 1988                                                                    | Roger Ilegems          | Werner Devos             | Gino De Backer           |
| 1989                                                                    | Marc Sprangers         | Willy Willems            | Jean-Marc Vandenberghe   |
| 1990                                                                    | Johan Devos            | Marco van der Hulst      | Peter Van Impe           |
| 1991                                                                    | Luc Colijn             | Rik Van Slycke           | Jonas Romanovas          |
| 1992                                                                    | Rik Van Slycke         | Patrick Evenepoel        | Johan Melsen             |
| 1993                                                                    | Michel Cornelisse      | Jean-Pierre Heynderickx  | Niko Eeckhout            |
| 1994                                                                    | Wim Omloop             | Hans De Clercq           | Willy Willems            |
| 1995                                                                    | Wilfried Nelissen      | Jo Planckaert            | Jean-Pierre Heynderickx  |
| 1996                                                                    | Michel Cornelisse      | Jans Koerts              | Jo Planckaert            |
| 1997                                                                    | Hans De Meester        | Dany Baeyens             | Frank Høj                |
| 1998                                                                    | Geert Van Bondt        | Frank Høj                | Bart Heirewegh           |
| 1999                                                                    | Niko Eeckhout          | Saulius Ruškys           | Jo Planckaert            |
| 2000                                                                    | Nico Mattan            | Wim Omloop               | Geert Omloop             |
| 2001                                                                    | Roger Hammond          | Nico Mattan              | Bert Roesems             |
| 2002                                                                    | Peter Van Petegem      | Robbie McEwen            | Geert Omloop             |
| 2003                                                                    | Gino De Weirdt         | Kurt Van Landeghem       | Andrew Vancoillie        |
| 2004                                                                    | Steven Caethoven       | Stefan Adamsson          | Geert Omloop             |
| 2005                                                                    | Bart Vanheule          | Niko Eeckhout            | Ludo Dierckxsens         |
| 2006                                                                    | Christoph Roodhooft    | Dirk Clarysse            | Steven De Decker         |
| 2007                                                                    | Geert Omloop           | Glenn D’Hollander        | David Boucher            |
| 2008                                                                    | Bert De Backer         | Nico Kuypers             | Frank Dressler-Lehnhof   |
| 2009                                                                    | Wouter Weylandt        | Stefan van Dijk          | Roy Sentjens             |
| 2010                                                                    | Wouter Weylandt        | Greg Van Avermaet        | Arnoud van Groen         |
| 2011                                                                    | Philippe Gilbert       | Francesco Chicchi        | Aidis Kruopis            |
| 2012                                                                    | Matteo Trentin         | Guillaume Van Keirsbulck | Kenny Dehaes             |
| 2013                                                                    | Andrew Fenn            | Yves Lampaert            | Benjamin Verraes         |
| 2014                                                                    | Jonas Van Genechten    | Gianni Meersman          | Benjamin Verraes         |
| 2015                                                                    | Kris Boeckmans         | Benjamin Verraes         | Greg Van Avermaet        |
| 2016                                                                    | Greg Van Avermaet      | Yves Lampaert            | Tosh Van der Sande       |
| 2017                                                                    | Yves Lampaert          | Julien Vermote           | Tim Declercq             |
| 2018                                                                    | Jürgen Roelandts       | Greg Van Avermaet        | Oliver Naesen            |
| 2019                                                                    | Yves Lampaert          | Michael Mørkøv           | Stan Dewulf              |
| Das Rennen wurde 2020 aufgrund der COVID-19-Pandemie nicht ausgetragen. |                        |                          |                          |
| 2021                                                                    | Stan Van Tricht        | Ceriel Desal             | Pieter Serry             |
| 2022                                                                    | Remco Evenepoel        | Sasha Weemaes            | Jarne Van Grieken        |
| 2023                                                                    | Warre Vangheluwe       | Tim Merlier              | Timothy Dupont           |
| 2024                                                                    | Martin Svrček          | Yves Lampaert            | Lionel Taminiaux         |